# Váncsa Jenő
Váncsa Jenő (Brassó, 1928. október 17. – Agárd, 2016. január 17.) magyar agronómus, a Lázár- és a Grósz-kormány mezőgazdasági és élelmezésügyi minisztere, címzetes egyetemi tanár.

## Élete
Váncsa Jenő Brassóban, Romániában született 1928-ban, kisiparos családban. 1953-ban szerzett mezőgazdasági mérnöki oklevelet a Gödöllői Agrártudományi Egyetemen, majd ugyanott 1966-ban mezőgazdasági tanári képesítést szerzett.
1954 és 1957 között a Környei Állami Gazdaság agronómusa, majd üzemegység-vezetője. 
1957-ben az Agárdi Állami Gazdaság főagronómusa, igazgatóhelyettese,1960-tól igazgatója, majd a kombináttá alakult, onnantól Agárdi Mezőgazdasági Kombinát vezérigazgatója.
1968-1975 két ciklusban Fejér megye egyik országgyűlési képviselője. 
1972. augusztus 1-jén nevezik ki a Fock Jenő vezette kormány mezőgazdasági és élelmezésügyi miniszterhelyettesének. 
1973-1979 az Országos Műszaki Fejlesztési Bizottság tagja, az Országos Fajtaminősítő Tanács elnöke, a Magyar Agrártudományi Egyesület elnöke. 
1973-tól címzetes egyetemi tanár. 
1980. június 27. és 1989. május 10. között a Lázár-, majd a Grósz-kormány mezőgazdasági és élelmezésügyi minisztere. 
1980-tól a Központi Bizottság mellett működő Szövetkezetpolitikai Munkaközösség tagja, a Tudománypolitikai Bizottság tagja, az Élelmiszeripari Állandó Kormánybiztosság elnöke.
1989-ben nyugállományba vonult.
1954-től a Magyar Dolgozók Pártja, majd a Magyar Szocialista Munkáspárt tagja; 1985. március 28-án a MSZMP Központi Bizottság tagjává választották meg.
2008. október 23-án megkapta a Magyar Köztársasági Érdemrend Középkeresztjét.

### Kutatható iratanyaga
Miniszteri működési időszakából 4,92 iratfolyóméternyi (41 doboznyi), maradandó értékűnek minősített iratanyaga került az Országos Levéltár, mai nevén Magyar Nemzeti Levéltár Országos Levéltára őrizetébe, ahol az a XIX-K-9-ax törzsszámon kutatható.

## Könyve
- Öt évtized a mezőgazdaság szolgálatában, Budapest, 2010